# Cronologia do CERN
Construído no meio de campos verdejantes em 1954, a ideia dos pais fundadores tornou-se a actual Organização Europeia para a Pesquisa Nuclear mas em mais de "50 anos de CERN"  -  há datas de uma importância especial para a organização antes de se tornar o que é hoje. 
Sempre com o objectivo da pesquisa fundamental não  impede o CERN, bem ao contrário, de ser o berço da World Wide Web nos anos 1989 e hoje em dia o iniciador da Grelha de cálculo LHC.
Lista da algumas das datas do CERN mais marcantes.
| Data | Assunto                                            | Data | Assunto         |
| 1954 | Fundação do CERN                                   | 1957 | Sincrocíclotron |
| 1959 | Sincrotrão a Protões                               | 1968 | BEBC            |
| 1971 | ISR                                                | 1973 | Corrente neutra |
| 1976 | SPS                                                | 1983 | Bósons W e Z    |
| 1986 | Aceleração dos ioens no SPS                        | 1989 | LEP             |
| 1989 | World Wide Web                                     | 1993 | Antimatéria     |
| 1998 | LEIR                                               | 2002 | ATHENA e ATRAP  |
| 2004 | 50 anos do CERN                                    | 2008 | LHC             |
| 2009 | 50 anos do PS                                      | 2011 | 40 anos do ISR  |
| 2012 | 40 anos do Booster do PS (PSB) 4 de Julho - Higgs? |      |                 |

## 1954
É o ano da fundação do laboratório enquanto Organização Europeia para a Pesquisa Nuclear já que havia começado alguns anos em antes como Conseil Européen pour la Recherche Nucléaire", donde o acrónimo CERN que se manteve depois.
Antes dessa data os pais fundadores tinham tido um papel imprescindível na sua criação razão do apreço que a organização lhes tem.

## 1957
Com Cornelis Bakker como Director-Geral é inaugurado o Sincrocíclotron (SC) de 600 MeV que fornece os primeiros feixes de partículas às primeiras experiências de física de partículas e de física nuclear do laboratório. A partir de 1964, o SC só se dedica às experiências de física nuclear, e deixa a física de partículas ao novo Sincrotrão a Protões (SP). Devido a esta reconversão o SC terá uma duração de vida extremamente longa pois é em 1990 que pela última vez fornece feixes a ISOLDE

## 1959
O Sincrotrão a Protões - PS em inglês - acelera os primeiros protões em 24 de Novembro deste ano com uma energia nominal de 28 GeV. Ainda hoje continua a fornecer partículas a experiências, entretanto com a construção de novos aceleradores nos anos 1970, o papel principal do PS é de os alimentar.
Depois da entrada em serviço as modificações têm sido grandes devido às exigências das novas maquinas postas em serviço e a intensidade dos feixes foram multiplica por mil.

## 1968
Nos anos 1960 a detecção em física de partículas consiste no exame visual de filmes tirados nas câmara de bolhas como a 2 m ou BEBC que exigiram a invenção de dispositivos como o Trackball (Cern) - rato de hoje.
Nessa mesma altura os transistores favorizam o aparecimento de novas ideias e uma delas foi posta em prática por Georges Charpak para criar a câmara proporcional multifios um recipiente cheio de gaz com um certo número de fios de detecção colocados paralelamente uns aos outros e cada um ligado a um amplificador, todos ligados a um computador o que permite uma taxa de contagem mil vezes superior às que existiam na altura. G. Charpak que trabalhava no CERN desde 1959 recebeu por essa invenção o Prémio Nobel da física em 1992 .
Actualmente este método é largamente empregue noutros campos onde são utilizados as radiações ionizantes como a biologia, a radiologia ou a medicina nuclear. 

## 1971
Os Anéis de Armazenagem a Intersecções (ISR) produziram os primeiros colisões  [Protão|[protão-protão]] do mundo neste ano.
Quando as partícula uma vez acelerada percutem um alvo, a maior parte da energia útil é absorvida pelo recuo do alvo, e só uma fracção mínima alimenta a colisão. Já nos anos 1950 os físicos se tinham apercebido que se dois feixes pudessem ser atirados um contra o outro, são se perderia nenhuma energia de recuo o que permitiria uma utilização muito mais eficaz da energia. Foi o que fez o ISR mesmo se as dificuldades para o fazer funcionar foram enormes em razão de novas técnicas de ultravácuo e do complexo controlo do feixe.

## 1973

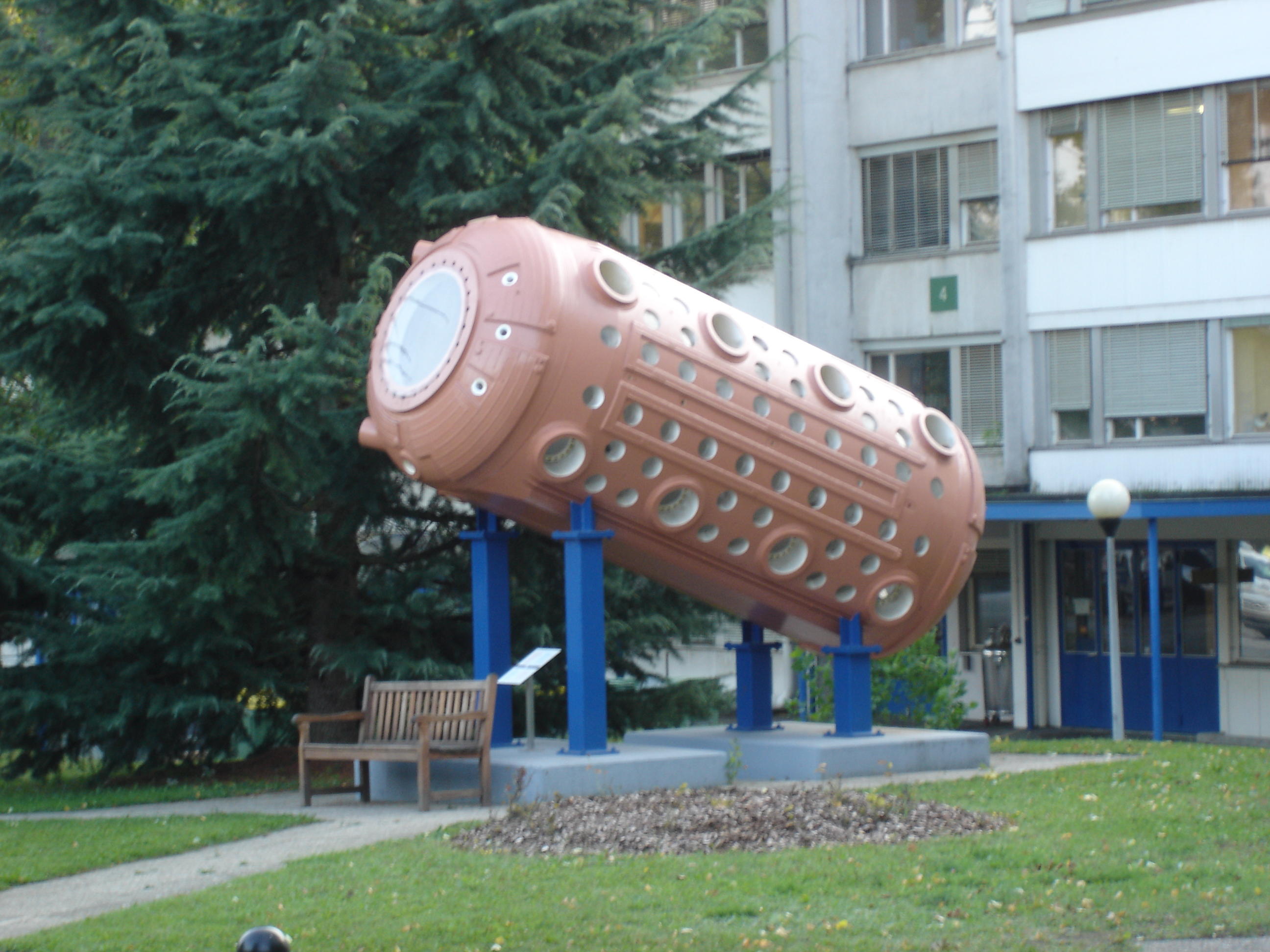
A Gargamela no museu Microcosmos do CERN

Foi na câmara de bolhas Gargamelaque se descobriu a corrente neutra o que representou um avanço importante na compreensão  das partículas fundamentais e das sua interacções, pois elas determinam a estruturada matéria tanto na escala cósmica das estrelas e galáxias como à escala microscópica dos átomos e partícula elementar. Desde 1960 se tinha desenvolvido uma teoria que unia duas interacções, a força eletromagnética e a força nuclear fraca dentro do conjunto das interacções Força electrofraca. A força nuclear fraca é responsável pela radioactividade natural e contribui a fazer brilhar o Sol, e a teoria predizia que a radioactividade natural era veiculada pelas partícula neutras e por partículas carregadas electricamente. Isso implicava a existência de interacções fracas nas quais as cargas das partículas que interagiam não eram redistribuídas. Ora tais correntes nunca tinham sido observadas. Na Gargamela viu-se um neutrino invisível levar com ele um electrão.
Grandes foram as dúvidas até que outros fenómenos idênticos se verificaram e a primeira observação dita de duas partículas carregadas Bosões W e o seu correspondente neutro Z só se fará nos anos 1980, durante as experiências no colisionador protão-antiprotão do CERN e Carlo Rubbia e Simon van der Meer recebem o Prémio Nobel da física em 1984  pela contribuição decisiva da descoberta destes bosões. 

## 1976
Com 7 km de circunferência os Super Sincrotrão a Protões (SPS) é o primeiro dos grandes anéis do CERN cujo túnel foi escavado nos dois territórios Fr-CH. Concebido para acelerar a 300 GeV hoje funciona até 450 GeV. 

## 1983
O apogeu da sua carreira foi justamente a descoberta dos Bósons W e Z, em 1983. Para tal foi preciso utiliza-lo como colisionador. Hoje além do seu programa de experiências próprias o SPS é o último elo na fornecimento de feixes ao LHC

## 1986
Segundo a teoria depois do Big Bang, o Universo era demasiado quente e denso para permitir a existência de partículas. Em vez dos protões e neutrões havia quarks e gluões numa sopa que se chama plasma de quarks e gluões. Foi para os estudar que se deu início à aceleração dos ioens no SPS. A ideia era de descascar os quarks lançando-lhes ioens pesados contra alvos. As primeiras experiências com núcleo relativamente leves de oxigénio e enxofre não deu resultados convincentes, razão porque em 1994 uma  segunda geração de experiências tiveram lugar mas desta vez com núcleos de chumbo, e em 2000 foi claramente comprovado uma nova etapa da matéria. 
A próxima etapa será a dos núcleos de chumbo no LHC .

## 1989
Com os seus 27 km de circunferência o Grande Colisor de Elétrons e Pósitrons (LEP) continua o maior acelerador de electrãos e os trabalhos de perfuração do túnel só foram ultrapassados pelo túnel sobre a Canal da Mancha. Servia-se do complexo de aceleradores e servia quatro grandes experiências ALEPH, DELPHI, L3 e OPAL. 
Posto em serviço em Julho de 1989, foi explorado durante sete anos a 100 GeV e em seguida foi melhorado para entrar numa segunda fase de exploração desta vez passando as cavidades aceleradoras de 128 a 288 do tipo superconductores o que permitiu demonstrar que só existem três famílias de partículas. O LEO foi parado a 2 de Setembro de 2000.

## 1990
Em 1989 um cientista um sistema informático descentralizado. "Vago, mas prometedor" são os termos escritos no documento pelo chefe de Tim Berners-Lee o inventor do World Wide Web no CERN. Concebido à partida para responder aos pedidos de troca de informações dos físicos espalhados pelo mundo, a Web mudou a nossa maneira de comunicar.
Em 1991 o primeiro sítio Web é posto à disposição dos investigadores da física com a colaboração preciosa de Robert Cailliau. Esse primeiro chama-se The website of the world's first-ever web server. Os laboratórios e as  universidades, lenta mas seguramente aliam-se a esta maneira de trocar informações e Stanford Linear Accelerator Center (SLAC) cria o seu sítio já no fim desse ano. Uma vez saído do CERN Tim Berners-Lee cria a Wide Web Consortium (W3C) que gere as regras da Web.

## 1993
Durante o Big Bang a matéria assim como a antimatéria foram criadas na mesma quantidade mas parece que vivemos num mundo só feito de matéria. Porquê? A experiência NA31 registou pequenas diferenças na desintegração de partículas nucleares e a assimetria matéria-antimatéria revela-se na forma de um fenómeno chamado Violação da simetria CP.

## 1995
Em Setembro de 1995 são fabricados pela primeira vez átomos de anti-hidrogénio no Anel a antiprotões de baixa energia

## 2002
Duas experiências, ATHENA e ATRAP permitiam avanços enormes na compreensão da  antimatéria ao criar átomos de antimatéria  num estado frio. o que quer dizer  que átomos de mexem lentamente o que permite o seu estudo antes de se aniquilem ao encontrar a matéria.

## 2004
O CERN festeja os seus 50 Anos  e inaugura nessa ocasião o Globo da Ciência e da Inovação, oferta da Suíça  depois do fecho da Exposição Nacional em 2002, para exposições ou eventos ocasionais.

## 2008
O  Grande Colisionador de Hadrões (LHC) entra em funcionamento a 10 de Setembro para mais um período de muitas perspectivas e algumas descobertas. 
A primeira colisão entre prótons só tem lugar a 30 de Março de 2010 depois de uma interrupção em 2008 que obriga a uma longa paragem para reparação tanto mais complexa quanto é preciso retirar todos os elementos do túnel,um a um, até se chegar ao íman danificado e uma vez reparado recomeçar a meter de novo um a um os elementos extraídos e fazer de novo as ligações e testes como no princípio. O LCH só retomou o serviço a 20 de Novembro de 2009.

## 2009
O PS festejou os 50 anos -  Tinha começado a funcionar no princípio do ano e foi na noite do 24 de Novembro de 1959 que Hildred Blewett, que estava de no CERN a trabalhar para o Laboratório Brookhaven  exclamou incrédulo "Oui, ça y est, passou-se a transição!". Nesse momento um primeiro feixe 1010 protões tinham não só passado a barra fatídica dos 5,2 GeV, mas tinha atingido os 24 GeV, energia máxima para a época. Com os melhoramentos sucessivos e durante estes 50 anos trabalhou para, ou com, Linacs 2 e 3, acumulador de protões (AC e AA), anel de Antiprotons a baixa energia (LEAR), injector linear para o LEP (LIL) e Sincrotrão injector (PSB). Foi este que permitiu ao PS aumentar a sua intensidade, até atingir o seu recorde actual 3,15×1013, quer dizer 3 000 mais do que há 50 anos! 
Para celebrar este acontecimento a revista European Physical Journal H publicou em 2012 o número especial  "CERN’s accelerators, experiments and international integration 1959–2009".  Na origem deste numero especial está um colóquio realizado no CERN durante o aniversário do PS, "50 years of Nobel Memories in High-Energy Physics" que foi ainda aumentado com documentos pessoais dos principais actores dos aceleradores do CERN, o que o torna também num verdadeiro documento histórico, 

## 2011
O ISR festejou os 4 anos - Foi a 16 de Outubro de 1971, durante a cerimónia de inauguração do Intersecting Storage Rings (ISR) - Anéis de Armazenagem a Intersecções- que Kjell Johnsen encarregado da construção da máquina remeteu a chave a Edoardo Amaldi, então Presidente do Conselho do CERN. Entretanto a máquina já tinha dado bons sinais de vida pois que ela primeira vez no mundo tinha permitido observar sinais resultantes da colisão protão-protão 

## 2012
40 anos do PSB - O PS, que agora se chama PSB para PS Booster, festeja os 40 anos. Concebido ao princípio para acelerar um feixe de 1013 protões a uma energia de  800 MeV, tem regularmente ultrapassa, e de muito, esse máximo previsto na época. A 26 de Maio de 1972 "quando os cabelos eram mais longos e as calças mais largas" (sic) , foi injectado um feixe no PS pela primeira vez.
Hoje o PSB, continua a ser uma máquina única no mundo coma quatro anéis de sincrotrões subrepostos nos quais os feixes vindos do LINAC são repartidos regularmente. Uma vez acelerados são recompostos antes de serem injectados no PS,   
A 4 de Julho de 2012 o Director do CERN anunciou publicamente a descoberta da existência do Bosão de Higgs .

## Bosão de Higgs
A 4 de Julho de 2012 o Director do CERN anunciou publicamente que há 99% de probabilidades de que se tenha encontrado o  Bosão de Higgs. O anúncio feito no auditório do CERN nesse dia contava com a presença do próprio Peter Higgs  que havia predito a sua existência havia mais de 40 anos  - .